# 旅がらす

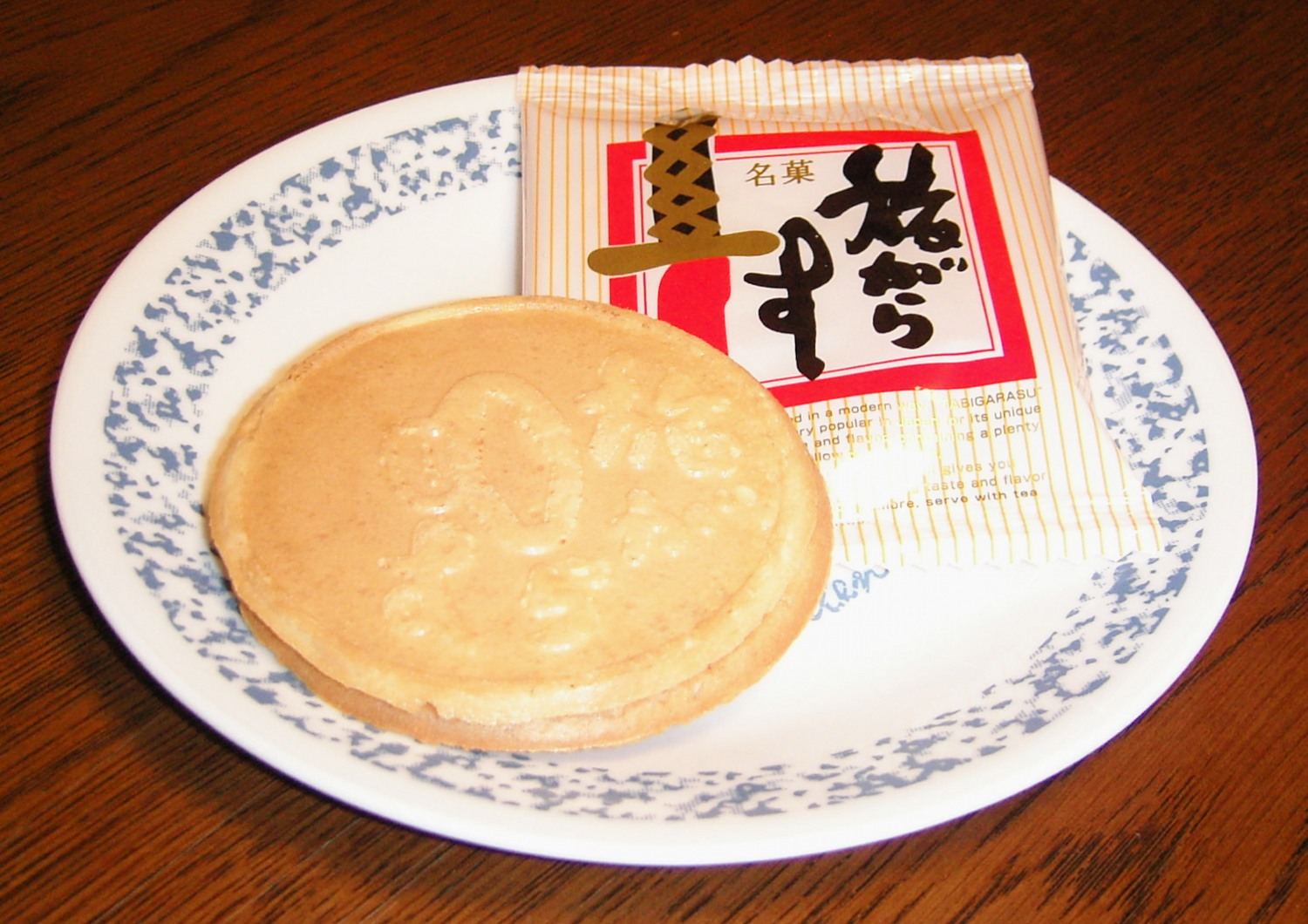
旅がらす

旅がらす（たびがらす）は、群馬県を代表する銘菓。旅がらす本舗清月堂が製造・販売している。

## 概要
鉱泉水と小麦から製した薄いせんべいで、ミルククリームをはさんだ菓子である。菓子名の「旅がらす」は、神武東征の際に神武天皇の軍勢の先導役を務めた八咫烏にちなみ、旅の案内役になる意味で付けられた。
1958年（昭和33年）の発売から50年以上続くロングセラー商品で、「七福神あられ」と「ハラダのラスク」と並び群馬県のお土産の三本柱をなし、県の推奨する優良県産品に選ばれている。
群馬県や前橋市のふるさと納税のお礼の品にも選ばれている。
2018年、初の海外輸出としてマカオへ出荷された。

## 主な製品
- 「旅がらす」
- 「ゴールド旅がらす」 - バタークリームの他にチョコレートクリームとレモンクリームの3種類の詰め合わせ[3]
- 「プレミアムゴールド旅がらす」- 群馬県産小麦「白金鶴」100％使用。プレーンの他にチョコレートとレモンと黒ゴマと抹茶とブルーベリーの6種類の味がある。包装と手提げ袋付き。12個入り、30個入り、54個入りがある。
- 「旅せん　30枚入り」 - クリームなしでオリジナルアレンジが可能で煎餅に乳酸菌を練りこんでいる。「旅せんアレンジブック」同封。